# Archagatos
 (février 2018).
Archagatos est un médecin grec, originaire du Péloponnèse, le premier à s’être installé à Rome en 219 av. J.-C.

## Sources
Il est connu par un passage du livre 29 de Pline l'Ancien qui cite pour source l'annaliste Cassius Hemina qui écrivit ses Annales vers 150  av. J.-C.
Celse mentionne un emplâtre de son cru.

## Biographie et pratique médicale
Pline l'Ancien le signale péloponnésien d'origine et fils de Lysias. En 219 av. J.-C., il vient s'établir à Rome. L'émerveillement que causent ses opérations chirurgicales est tel qu'il est gratifié de la citoyenneté (ius Quiritium) et l'État finance son installation, mettant à sa disposition un local (taberna). Il est logé à son hôpital, où il exerce en tant que « vulnerarius », spécialiste des blessures. Il ampute, incise (secare) et cautérise (urĕre). Mais, bien que très réputé au début de son exercice, « sa furie de couper et de brûler le fait traiter de bourreau » (carnifex), en raison de la cruauté (saevitia) de sa pratique.
Il quitte Rome pour se retirer en Laconie, abandonnant la médecine. Il laisse derrière lui, à Rome, une réputation détestable à la médecine grecque, réputation qui devait perdurer longtemps. On trouve un écho de cette impopularité dans les invectives de Caton l'Ancien contre les Grecs. 

## Discussion
À la suite de cette mention, Pline donne la parole à Caton l'Ancien, contemporain des faits et adversaire acharné des productions de la nation grecque, en particulier de sa médecine : 
«iurarunt [medici] inter se barbaros necare omnes medicina », « ils ont juré entre eux [ces médecins] de tuer tous les barbares à l'aide de leur médecine. »
Vivian Nutton replace cet épisode dans le cadre plus large de l’hellénisation de Rome et des résistances tenaces à celle-ci, dont Caton n'est qu'un exemple. Il relève tout d'abord que Rome se comporte comme toute cité grecque de l'époque en faisant d'Archagatos un médecin public, financé par l'État (publice). Cette greffe ne prit pas.
Le lieu d'installation du cabinet d'Archagatos, le Compitum Acilii, n'est pas indifférent à cet égard, puisqu'il porte le nom d'une gens influente et connue pour son philhellénisme militant, les Acilii Glabriones. Politiquement, elle s'opposa rudement à Caton d'Utique dans les décennies suivant cette année 219. On connaît également l'intérêt de cette gens pour les questions de santé, qu'elle mettait en avant dans son monnayage. Qu'elle ait joué un rôle actif dans l'installation d'Archagatos à cet endroit ou qu'elle l'ait récupéré par la suite dans sa propagande demeure incertain.
Intéressante également est la mention explicite par Pline des consuls de 219, Paul Émile et Marcus Livius Salinator, personnages dont le philhellénisme est également bien connu.
Ces mentions, suivies d'un long développement sur la médecine romaine selon Caton, montrent que Pline fait bien référence, en creux, à ce combat idéologique qui fit rage sous la République entre partisans et adversaires de l'hellénisme.
En qualifiant Archagatos de premier médecin à Rome, Pline, selon Vivan Nutton, signifie « premier médecin grec », car il est clair, pour l'encyclopédiste, qu'il existe une médecine spécifiquement romaine, et antérieure, qui est précisément celle décrite par Caton l'Ancien, qu'il cite et commente à la suite. Cette médecine romaine est privée et l'apanage du Pater familias, qui prend soin de tous les membres de sa maisonnée, animaux compris. Elle n'a pas vocation à être divulguée, ni étendue au-delà de la maisonnée, encore moins commercialisée, comme celle des Grecs.
Cette opposition reste vivace pendant des siècles puisque Pline, écrivant près de trois siècles après Archagatos, se range du côté de Caton, déduction faite de la virulence de ce dernier.